# Tournoi de tennis de San Antonio

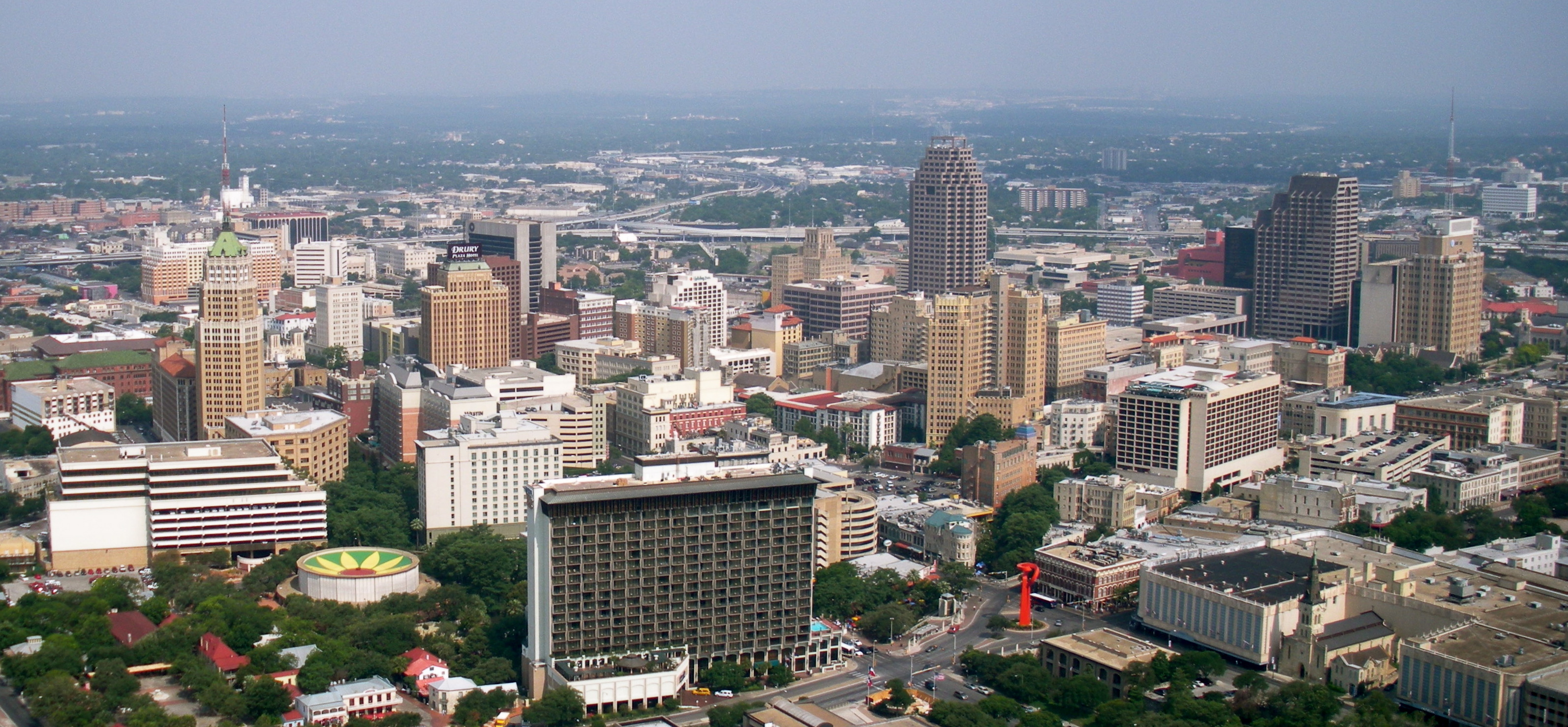
Centre-ville de San Antonio depuis la Tour des Amériques en 2009.

Le tournoi de San Antonio (Texas, États-Unis) est un tournoi de tennis féminin du circuit professionnel WTA et masculin du circuit professionnel ATP.
Trois éditions féminines de l'épreuve se sont jouées, de 1977 à 1979. L'épreuve fait son retour au calendrier WTA en 2016 dans la catégorie WTA 125 avant de disparaître de nouveau en 2017.
Une seule édition masculine s'est jouée en 1975.

## Palmarès dames

### Simple
| No | Date       | Nom et lieu du tournoi                     | Catégorie      | Dotation       | Surface         | Vainqueure       | Finaliste          | Score          |                |
| -- | ---------- | ------------------------------------------ | -------------- | -------------- | --------------- | ---------------- | ------------------ | -------------- | -------------- |
| 1  | 20-03-1977 | McFarlin Cup, San Antonio                  |                | 20 000 $       | Moquette (int.) | Billie Jean King | Mary Hamm          | 6-3, 3-6, 6-3  | Tableau        |
| 2  | 11-09-1978 | Women in Tennis International, San Antonio |                | 35 000 $       | NC              | Stacy Margolin   | Yvonne Vermaak     | 7-5, 6-1       | Tableau        |
| 3  | 08-01-1979 | Avon Future of San Antonio, San Antonio    | Futures        | 25 000 $       | NC              | Kathy Jordan     | Linda Siegel       | 6-2, 7-5       | Tableau        |
|    | 1980-2015  | Pas de tournoi                             | Pas de tournoi | Pas de tournoi | Pas de tournoi  | Pas de tournoi   | Pas de tournoi     | Pas de tournoi | Pas de tournoi |
| 4  | 14-03-2016 | San Antonio Open, San Antonio              | WTA 125        | 125 000 $      | Dur (ext.)      | Misaki Doi       | Anna-Lena Friedsam | 6-4, 6-2       | Tableau        |

### Double
| No | Date       | Nom et lieu du tournoi                    | Catégorie      | Dotation       | Surface         | Vainqueures                         | Finalistes                               | Score          |                |
| -- | ---------- | ----------------------------------------- | -------------- | -------------- | --------------- | ----------------------------------- | ---------------------------------------- | -------------- | -------------- |
| 1  | 20-03-1977 | McFarlin Cup San Antonio                  |                | 20 000 $       | Moquette (int.) | Karen Krantzcke Kym Ruddell         | Judy Connor Jane Preyer                  | 6-3, 6-0       | Tableau        |
| 2  | 11-09-1978 | Women in Tennis International San Antonio |                | 35 000 $       | NC              | Ilana Kloss Marise Kruger           | Laura duPont Françoise Dürr              | 6-1, 6-4       | Tableau        |
| 3  | 08-01-1979 | Avon Future of San Antonio San Antonio    | Futures        | 25 000 $       | NC              | Kathy Jordan Wendy White            | Bunny Bruning Valerie Ziegenfuss         | 6-2, 6-2       | Tableau        |
|    | 1980-2015  | Pas de tournoi                            | Pas de tournoi | Pas de tournoi | Pas de tournoi  | Pas de tournoi                      | Pas de tournoi                           | Pas de tournoi | Pas de tournoi |
| 4  | 14-03-2016 | San Antonio Open San Antonio              | WTA 125        | 125 000 $      | Dur (ext.)      | Anna-Lena Grönefeld Nicole Melichar | Klaudia Jans-Ignacik Anastasia Rodionova | 6-1, 6-3       | Tableau        |

## Palmarès messieurs

### Simple
| No | Date       | Nom et lieu du tournoi       | Catégorie | Dotation | Surface    | Vainqueur     | Finaliste  | Score         |  |
| -- | ---------- | ---------------------------- | --------- | -------- | ---------- | ------------- | ---------- | ------------- |  |
| 1  | 24-02-1975 | San Antonio WCT, San Antonio |           | 60 000 $ | Dur (ext.) | Dick Stockton | Stan Smith | 7-5, 2-6, 7-6 |  |

### Double
| No | Date       | Nom et lieu du tournoi       | Catégorie | Dotation | Surface    | Vainqueurs               | Finalistes              | Score         |  |
| -- | ---------- | ---------------------------- | --------- | -------- | ---------- | ------------------------ | ----------------------- | ------------- |  |
| 1  | 24-02-1975 | San Antonio WCT, San Antonio |           | 60 000 $ | Dur (ext.) | John Alexander Phil Dent | Mark Cox Cliff Drysdale | 7-6, 4-6, 6-4 |  |